# Total Commander
Total Commander är en filhanterare skapad av Christian Ghisler för Windows. Några inbyggda funktioner är FTP-klient, filjämförare, navigering i arkivmappar och en funktion för att byta namn på flera filer samtidigt.
Från början hette programmet Windows Commander, men namnet ändrades 2002 på grund av en namntvist med Microsoft.
Total Commander är i funktion väldigt lik DOS Navigator och Norton Commander för DOS-baserade system och Midnight Commander för UNIX-baserade system.
Programmet är skrivet i programspråket Delphi 2 för 32-bitarsversionen och Delphi 1 för 16-bitarsversionen.
Programmet ges ut som shareware. Användaren ska antingen registrera sig eller ta bort programmet från sin dator inom 30 dagar. Dock kan programmet fortfarande användas efter 30 dagar, men då kommer det upp en ruta varje gång det startas, som man måste klicka bort. Det finns dock freeware-versioner till Windows Mobile och Android.
Total Commander finns översatt till flera språk, däribland svenska.

## Funktioner
Filhanteraren har stöd för fildelningsprotokollet FTP och komprimeringsformat som RAR och ZIP samt jämförelse av filer.
Total Commander har även stöd för att läsa Ext2, Ext3 och ReiserFS, vilket gör att man kan läsa filer från andra filsystem (som används av exempelvis Linux) medan man fortfarande kör Windows.
Den kan även utökas med så kallade insticksprogram för ytterligare typer av stöd.